# Berchères-sur-Vesgre
Berchères-sur-Vesgre è un comune francese di 876 abitanti situato nel dipartimento dell'Eure-et-Loir nella regione del Centro-Valle della Loira.
Come dice la sua denominazione, il territorio comunale è bagnato dalle acque del fiume Vesgre.

## Società

### Evoluzione demografica
Abitanti censiti